# Yeoju-Stadion
Das Yeoju-Stadion (kor. 여주종합운동장) ist ein Fußballstadion mit Leichtathletikanlage in der südkoreanischen Stadt Yeoju, Provinz Gyeonggi-do. Die Anlage wurde 1980 eröffnet und dient seit der Spielzeit 2018 als Sportstätte des Yeoju FC, welches aktuell in der K4 League spielt.